# スモール・グリーク・ドメスティック・ドッグ

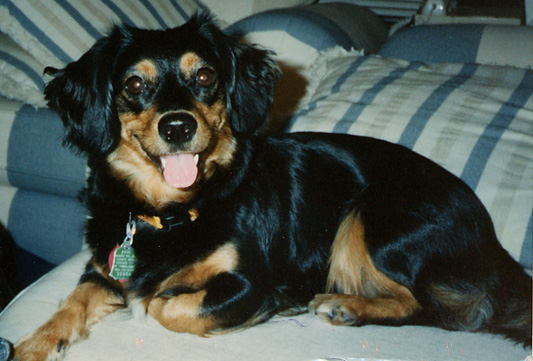
スモール・グリーク・ドメスティック・ドッグ

スモール・グリーク・ドモスティック・ドッグ（英：Small Greek Domestic Dog）とは、ギリシャ原産の地中猟用の犬種である。インパクトのある犬種名のため、英語圏の国やヨーロッパである程度の知名度があるが、ギリシャ以外ではあまり見かけない犬種である。別名はMeliteo Kinidioで、愛称はドメスティー（英：Domestiy）である。

## 歴史
時折ダックスフントなどと勘違いされる事もあるが、それよりも古くから犬種として存在していた古代犬種である。純粋に作業用の猟犬として地中に潜って害獣退治をしていたためにFCIなどには公認されていない。ショードッグとして華麗な犬種になるよりも地中猟犬として使うべき需要が圧倒的に多かったことがそのひとつの理由として挙げられる。
この犬種は二つの世界大戦下でも難なく生存する事が出来た。それは熱心な愛好家がいるうえに、戦時下での食用難の時期に猟犬として食料調達を行えたので重宝され、繁殖が推進されたからであるといわれている。現在でもギリシャ内に多くの愛好家がいるため、絶滅の心配はない。近年は隣国や珍犬種を飼育することを好む愛犬家によってペットとしても飼育されている。

## 特徴
ややマズルが短く先細りである。垂れ耳で目はブルー又は黒、もしくはそれらのバイアイ。普通は目の形は丸くて大きいのだが、時にアーモンド形で小さな目をしているものもいる。胴長短足で尾は長いサーベル形の垂れ尾。コートはロングコートとショートコートの2タイプがあり、どちらも絹のようにやわらかい。しかし、手入れは簡単で作業時についた泥や砂はさっと洗い流すだけで取れてしまう。ロングコートのものは耳や尾に飾り毛がある。毛色はブラック・アンド・タンなどの2色のコンビネーションなど。ダックスフントよりも大きい中型犬サイズで、性格は犬種名の正反対で、優しく穏やかで攻撃的な面はない。知的でしつけもよく入り、子供と遊ぶ事も大好きである。ただし、ハムスターなどの小動物を見るとそれに襲い掛かる事もあるので絶対に見せてはいけない。又、胴が長いので抱き方に注意しないとヘルニアになることもある。

## 参考
英語版記事  00:15, 31 August 2008版